# Bobbie Heine
Pour les articles homonymes, voir Heine.
Ester Annie Laurie Heine dite Bobbie Heine, épouse Miller puis Davie (née le 4 décembre 1909 à Graytown (KwaZulu-Natal) et morte le 31 juillet 2016 à Canberra en Australie) est une joueuse de tennis sud-africaine des années 1920.

## Biographie
En 1927 en double dames, chaque fois associée à Irene Bowder Peacock, elle a remporté le tournoi de Roland Garros et atteint la finale à Wimbledon.

## Palmarès (partiel)

### Titre en double dames
| No | Date       | Nom et lieu du tournoi         | Catégorie | Surface      | Partenaire   | Finalistes                     | Score    |          |
| -- | ---------- | ------------------------------ | --------- | ------------ | ------------ | ------------------------------ | -------- | -------- |
| 1  | 24/05/1927 | Internationaux de France Paris | G. Chelem | Terre (ext.) | Irene Bowder | Peggy Saunders Phoebe Holcroft | 6-2, 6-1 | Parcours |

### Finales en double dames
| No | Date       | Nom et lieu du tournoi         | Catégorie | Surface      | Vainqueures                  | Partenaire   | Score    |          |
| -- | ---------- | ------------------------------ | --------- | ------------ | ---------------------------- | ------------ | -------- | -------- |
| 1  | 20/06/1927 | The Championships Wimbledon    | G. Chelem | Gazon (ext.) | Helen Wills Elizabeth Ryan   | Irene Bowder | 6-3, 6-2 | Parcours |
| 2  | 20/05/1929 | Internationaux de France Paris | G. Chelem | Terre (ext.) | Lilí Álvarez Cornelia Bouman | Alida Neave  | 7-5, 6-3 | Parcours |

## Parcours en Grand Chelem (partiel)
Si l’expression « Grand Chelem » désigne classiquement les quatre tournois les plus importants de l’histoire du tennis, elle n'est utilisée pour la première fois qu'en 1933, et n'acquiert la plénitude de son sens que peu à peu à partir des années 1950.

### En simple dames
| Année | Championnat d'Australie | Championnat d'Australie | Internationaux de France | Internationaux de France | Wimbledon      | Wimbledon       | US National | US National |
| ----- | ----------------------- | ----------------------- | ------------------------ | ------------------------ | -------------- | --------------- | ----------- | ----------- |
| 1927  | -                       | -                       | 1/2 finale               | Cornelia Bouman          | 3e tour (1/16) | Phoebe Holcroft | -           | -           |
| 1929  | -                       | -                       | 1/4 de finale            | Cilly Aussem             | 1/4 de finale  | Helen Wills     | -           | -           |
| 1938  | -                       | -                       | -                        | -                        | 4e tour (1/8)  | Helen Wills     | -           | -           |

À droite du résultat, l’ultime adversaire.

### En double dames
| Année | Championnat d'Australie | Championnat d'Australie | Internationaux de France | Internationaux de France | Wimbledon                   | Wimbledon                 | US National | US National |
| ----- | ----------------------- | ----------------------- | ------------------------ | ------------------------ | --------------------------- | ------------------------- | ----------- | ----------- |
| 1927  | -                       | -                       | Victoire Irene Bowder    | P. Saunders P. Holcroft  | Finale Irene Bowder         | Helen Wills E. Ryan       | -           | -           |
| 1929  | -                       | -                       | Finale Alida Neave       | Lilí Álvarez C. Bouman   | 1er tour (1/32) Alida Neave | E. Harvey M. McIlquham    | -           | -           |
| 1938  | -                       | -                       | -                        | -                        | 1/2 finale M. Morphew       | Sarah Fabyan Alice Marble | -           | -           |

Sous le résultat, la partenaire ; à droite, l’ultime équipe adverse.

### En double mixte
| Année | Championnat d'Australie | Championnat d'Australie | Internationaux de France | Internationaux de France | Wimbledon | Wimbledon | US National | US National |
| 1929  | -                       | -                       | 3e tour (1/8) A. Gentien | E. Bennett Henri Cochet  | -         | -         | -           | -           |

Sous le résultat, le partenaire ; à droite, l’ultime équipe adverse.